# Tanna (Thuringe)
Pour les articles homonymes, voir Tanna.
Tanna est une ville allemande située en Thuringe dans l'arrondissement de Saale-Orla. Elle est située à une dizaine de kilomètres au sud de Schleiz.